# Sierra de Yeguas
Sierra de Yeguas er en by og kommune i det sydlige Spanien i provinsen Málaga. Den har et indbyggertal på 3.452 (2024) indbyggere.